# Stargate LLC
Ne doit pas être confondu avec Stargate Project.
Pour les articles homonymes, voir Stargate (homonymie).
Stargate Project (ou Stagate LLC)est une entreprise américaine d'intelligence artificielle (IA) créée par OpenAI, SoftBank, Oracle et MGX. L'entreprise prévoit d'investir jusqu'à 500 milliards de dollars dans l'infrastructure d'IA aux États-Unis d'ici 2029. Elle a été annoncée le 21 janvier 2025 par le président américain Donald Trump. Masayoshi Son en sera le président.

## Histoire
Avant la création de l'entreprise, le nom « Stargate » a été utilisé en 2024 pour désigner un projet de supercalculateur initié par OpenAI et Microsoft.
L'entreprise a été annoncée lors d'une conférence de presse à la Maison-Blanche le 21 janvier 2025 par le président Donald Trump, en présence de Sam Altman d'OpenAI, Larry Ellison d'Oracle et Masayoshi Son de SoftBank. L'entreprise a été créée avec un investissement de 100 milliards de dollars, un montant qui pourrait atteindre 500 milliards de dollars d'ici 2029.
L'entreprise construit actuellement 10 centres de données au Texas,, et s'étendra plus tard à d'autres États, Trump affirmant qu'il utilisera des décrets exécutifs pour aider à construire l'infrastructure de l'entreprise. La nouvelle entreprise prévoit de créer plus de 100 000 emplois aux États-Unis. Altman a déclaré que SoftBank aura la « responsabilité financière » de l'entreprise et OpenAI la « responsabilité opérationnelle ». Arm, Microsoft, Nvidia, Oracle et OpenAI sont les principaux partenaires technologiques initiaux.